# Ентоні Шерич
Ентоні Шерич (хорв. Anthony Šerić, нар. 15 січня 1979, Сідней) — хорватський футболіст, що грав на позиції захисника.

## Клубна кар'єра
Народився 15 січня 1979 року в місті Сідней, Австралія в хорватській сім'ї і отримав футбольну освіту в Австралійському інституті спорту.
Тим не менше, його професійна кар'єра почалася вже в Хорватії, де Шерич виступав за місцевий «Хайдук» (Спліт). Він грав там протягом трьох сезонів, взявши участь у 37 матчах чемпіонату, і у віці всього 20 років покинув Хорватію. Влітку 1999 року Шерич відправився в Італію і підписав контракт з «Пармою», але через ліміт на легіонерів став виступати на правах співволодіння за «Верону». Там футболіст грав до 2002 року, поки клуб не вилетів до Серії В, після чого ще по сезону провів в італійських клубах «Брешія», «Парма» та «Лаціо».
Влітку 2005 року Шерич покинув Італію і відправився в грецький «Панатінаїкос». Відіграв за клуб з Афін наступні три сезони своєї ігрової кар'єри.
У червні 2008 року Ентоні переїхав в турецький «Бешикташ», але на поле виходив вкрай рідко, тому в січні 2009 року він повернувся в «Хайдук» (Спліт), за який зіграв 11 матчів до кінця сезону 2008/09, а в наступному сезоні допоміг клубу виграти Кубок Хорватії.
З літа 2010 року знову виступав у Туреччині, цього разу за «Карабюкспор», де провів три роки.
Завершив професійну ігрову кар'єру в португальському клубі «Ольяненсі», за команду якого виступав протягом 2013—2014 років. 15 березня 2014 року Шерич розірвав контракт за взаємною згодою і незабаром пішов з професійного футболу.

## Виступи за збірні
Маючи австралійське громадянство і хорватське походження Шерич мав право виступати за кожну з цих збірних і 1998 року він вибрав Хорватію. Перший матч зіграв 29 травня 1998 року проти збірної Словаччини, а вже за місяць був включений у заявку на чемпіонат світу 1998 року у Франції, на якому команда здобула бронзові нагороди, проте Шерич на поле так і не вийшов.
Паралельно Шерич протягом 1999—2001 років залучався і до складу молодіжної збірної Хорватії, разом з якою був учасником молодіжного чемпіонату світу 1999 року та чемпіонату Європи до 21 року 2000 року в Словаччині, де хорвати припинили боротьбу на груповому етапі. Всього на молодіжному рівні зіграв у 22 офіційних матчах, забив 2 голи.
У складі національної збірної Шерич ще потрапляв до заявки на чемпіонат світу 2002 року в Японії і Південній Кореї та чемпіонат світу 2006 року у Німеччині, проте на жодному з них на поле не виходив, ставши поряд з воротарем збірної Іспанії Урруті єдиними футболістами, які тричі поспіль були заявлені на фінальні турніри чемпіонатів світу і не зіграли на них жодного матчу. У 2007 році через конфлікт з головним тренером збірної Славеном Биличем Шерич був відрахований зі збору національної команди, після чого не викликався на відбіркові матчі Євро-2008 і за збірну більше не грав. Протягом кар'єри у національній команді, яка тривала 9 років, провів у формі головної команди країни лише 16 матчів.

## Титули і досягнення
- Володар Кубка Хорватії (1):

«Хайдук» (Спліт): 2009/10
- Бронзовий призер чемпіонату світу: 1998